# 大瀧站
大瀧站（日语：／ Ōtaki eki */?）是位於山形縣最上郡真室川町大字大瀧，東日本旅客鐵道（JR東日本）的奧羽本線車站。

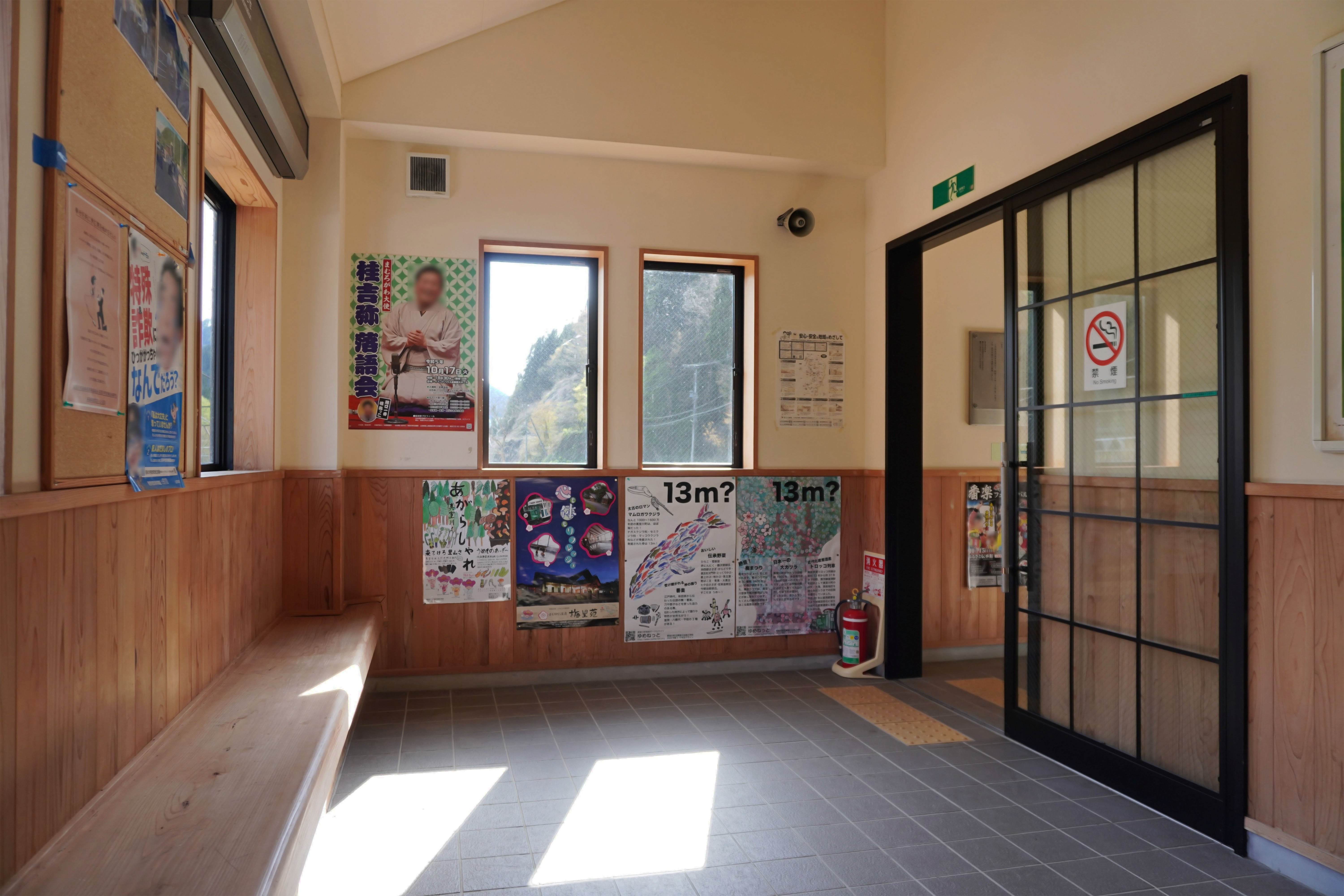
候車室內（2024年4月）

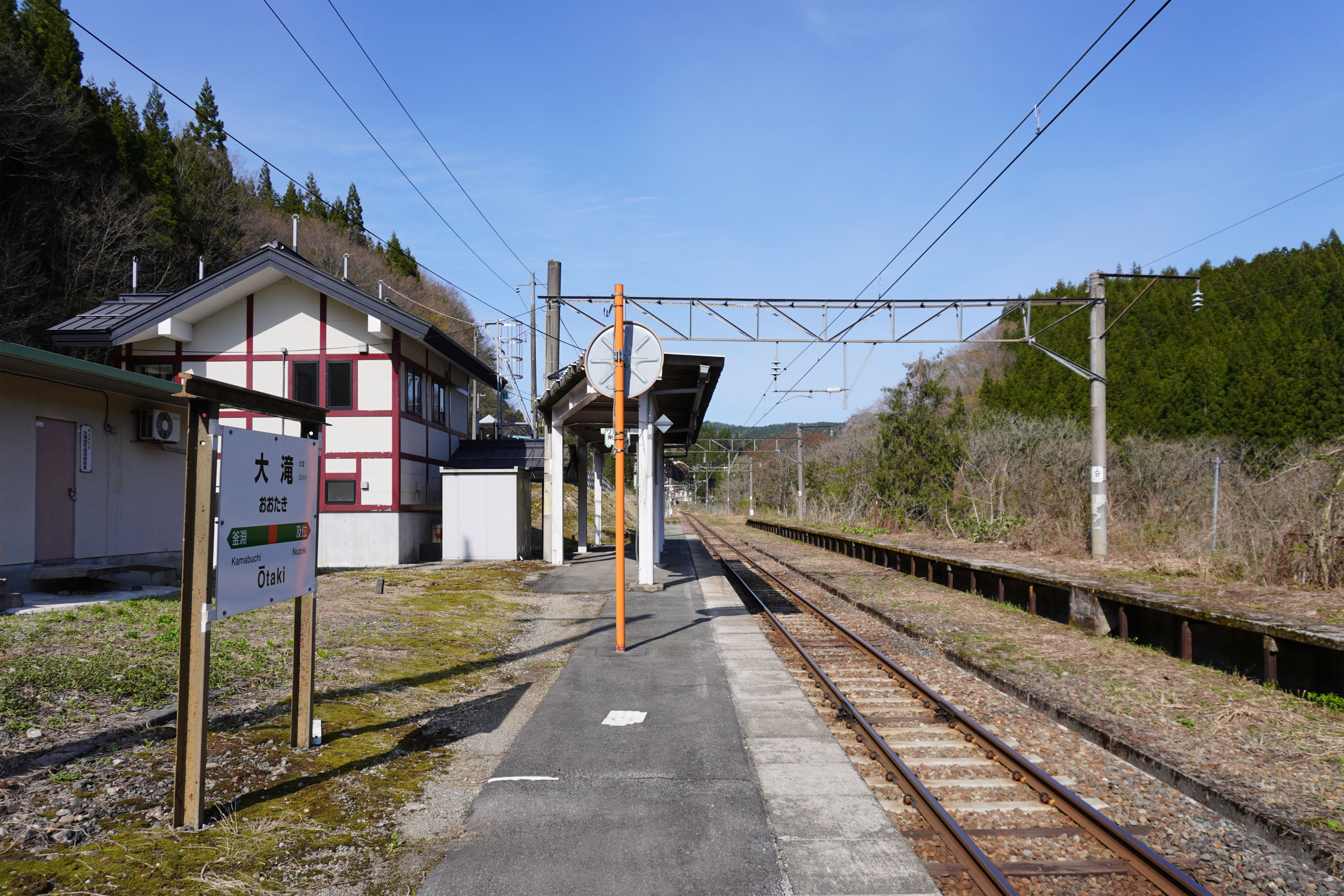
月台（2024年4月）

## 歷史

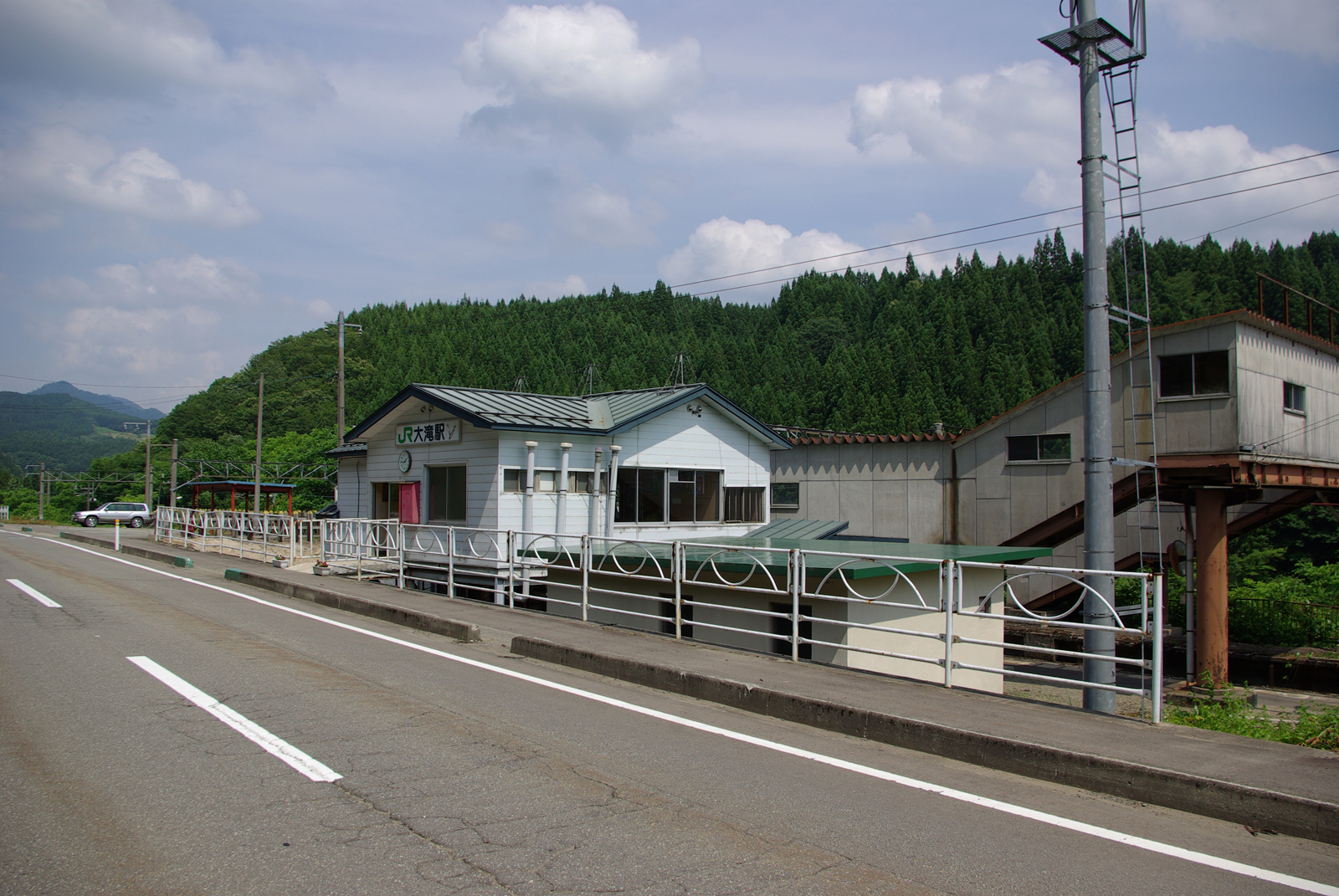
舊站房（2009年7月）

- 1912年（大正元年）11月1日：開設大瀧信號站。
- 1941年（昭和16年）9月20日：升級為車站，名為大瀧站。
- 1950年（昭和25年）1月20日：開始貨物起卸業務，舉行了開業儀式[1]。
- 1975年（昭和50年）8月6日：由於發生暴雨使發生山泥傾瀉，停站中的急行「津輕2號」被波及，1名乘客死亡。
- 1976年（昭和51年）8月1日：成為簡易委託車站。
- 1987年（昭和62年）4月1日：伴隨國鐵分割民營化，車站由東日本旅客鐵道（JR東日本）營運。
- 2004年（平成16年）4月1日：成為無人車站。
- 2010年（平成22年）3月28日：新車站大樓落成。

## 車站構造
本站是地面車站，設有1面1線的單式月台。此站曾經設有2面2線的相對式月台，當時設有跨線橋連接兩邊月台。
此站是由新庄站管理的無人車站。車站大樓是一座2層高的建築物，出入口位於2樓，月台層位於1樓。車站大樓內設有候車室和已停用的售票處。

## 使用狀況
在2004年度，1日平均乘車人次為51人。
| 乘車人次變化 | 乘車人次變化 |
| 年度         | 1日平均人次  |
| ------------ | ------------ |
| 2000         | 61           |
| 2001         | 52           |
| 2002         | 55           |
| 2003         | 56           |
| 2004         | 51           |

## 車站周邊
由於此站周邊曾經發生水災，因此周邊的居民已經搬遷，再沒有任何村落。
- 不動瀧
- 真室川町營巴士「大瀧站前」巴士站

## 其他
在2013年3月前，真室川町立及位中學最近此站。來自及位站和釜淵站的學生會前往此站上學（在2013年4月起改往真室川中學上學。）。由於遷就列車時間表，及位中學在早上7時30分開始上課。而小學生會乘坐校車上學，這是此地區最近小學是在真室川町立真室川北部小學。

## 相鄰車站
東日本旅客鐵道（JR東日本）
■奧羽本線
釜淵－大瀧－及位

## 注腳

## 外部連結
- 車站資訊（大瀧）：東日本旅客鐵道（日語）